# Haruki Seto
Haruki Seto (瀬戸 春樹 Seto Haruki?, nacido el 14 de marzo de 1978 en Toyama) es un exfutbolista japonés. Jugaba de centrocampista y su último club fue el Geylang United.

## Trayectoria

### Clubes
| Club              | País      | Año         |
| ----------------- | --------- | ----------- |
| Yokohama Flügels  | Japón     | 1996 - 1998 |
| Albirex Niigata   | Japón     | 1999        |
| Oita Trinita      | Japón     | 2000        |
| Consadole Sapporo | Japón     | 2001        |
| Gamba Osaka       | Japón     | 2001        |
| Oita Trinita      | Japón     | 2002 - 2004 |
| JEF United Chiba  | Japón     | 2005        |
| Kashiwa Reysol    | Japón     | 2006        |
| YKK AP            | Japón     | 2007        |
| Balestier Khalsa  | Indonesia | 2008        |
| Geylang United    | Indonesia | 2009        |

## Palmarés

### Títulos nacionales
| Título             | Club             | País  | Año  |
| ------------------ | ---------------- | ----- | ---- |
| Copa del Emperador | Yokohama Flügels | Japón | 1998 |
| J2 League          | Oita Trinita     | Japón | 2002 |